# Spoorwegrijtuig

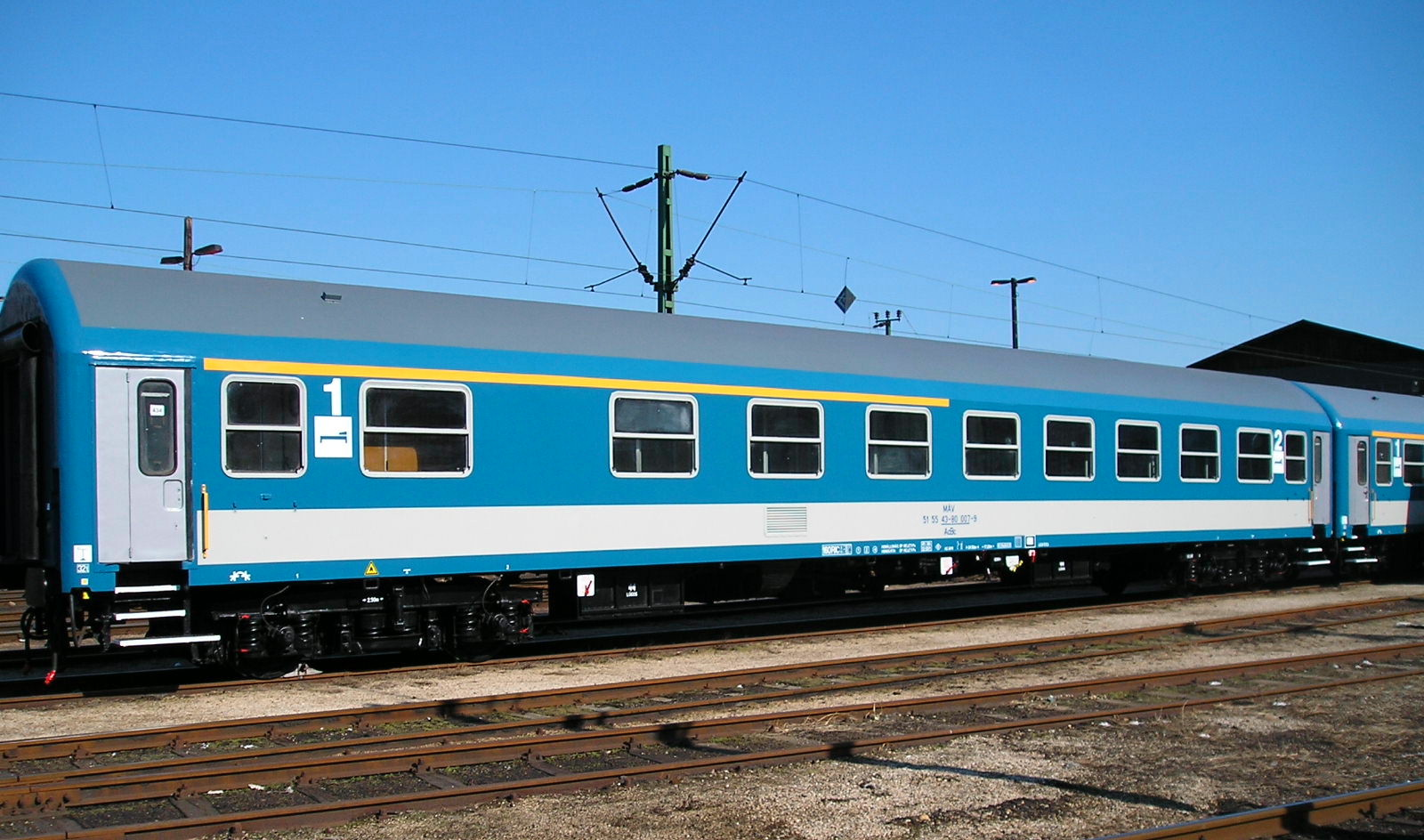
Hongaars spoorwegrijtuig voor sneltreinen met afdelingen eerste en tweede klasse

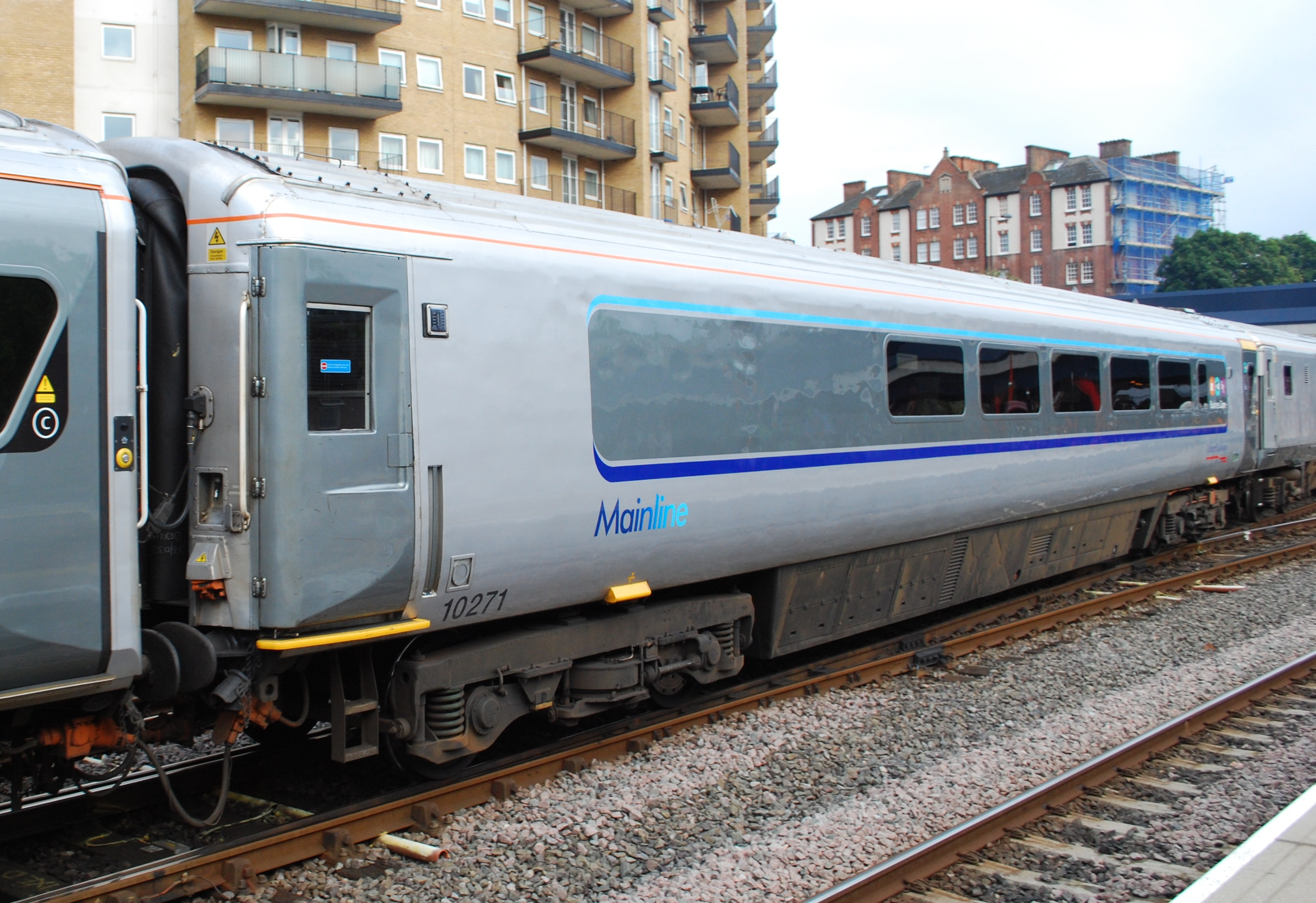
Brits rijtuig voor lange-afstandstreinen van de Chiltern Railways

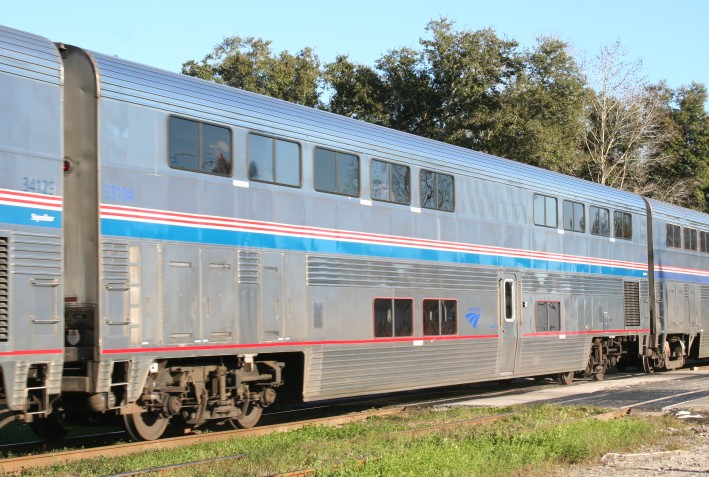
Amtrak Superliner double-deck lounge car

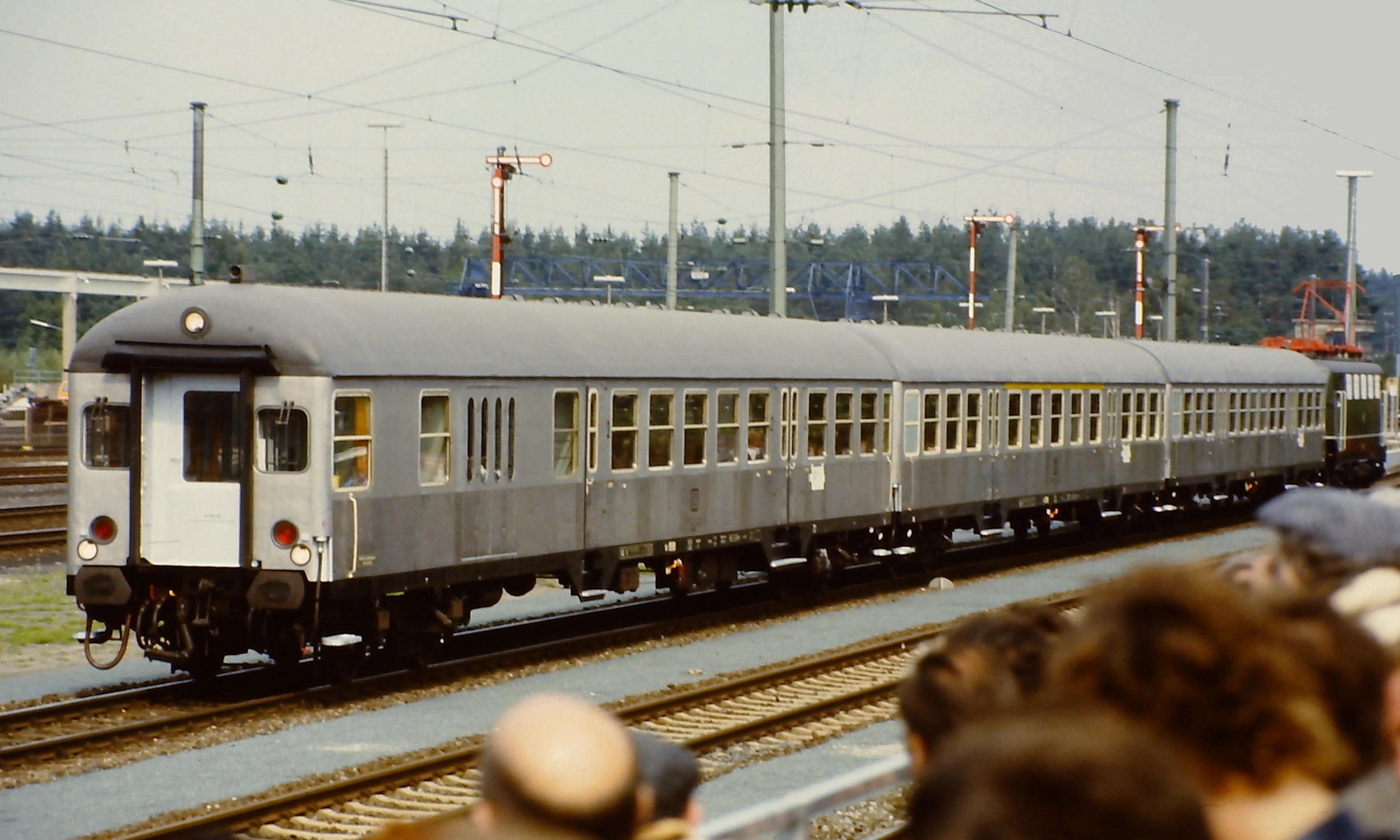
Silberlinge voor regionaal verkeer van de Deutsche Bundesbahn, met stuurstandrijtuig

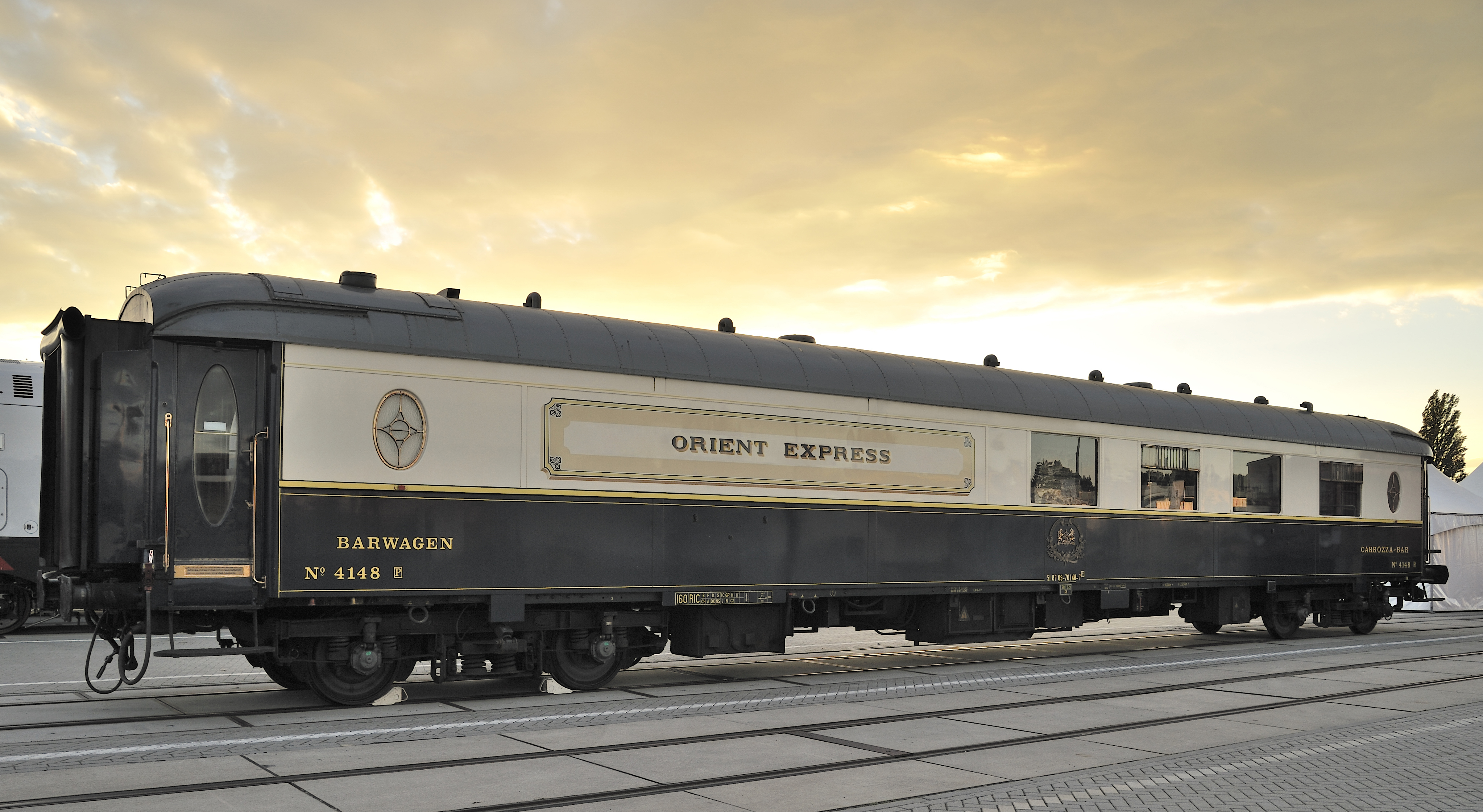
Rijtuig van de Oriënt-Express

Een spoorwegrijtuig is een railvoertuig zonder eigen aandrijving, bestemd voor het vervoer van reizigers. Ook een spoorwegrijtuig dat geheel of gedeeltelijk is ingericht voor het vervoer van post of van bagage van reizigers wordt spoorwegrijtuig genoemd, of specifieker, post- respectievelijk bagagerijtuig.
Soms wordt het woord bak gebruikt om een rijtuig aan te duiden, vooral om het aantal rijtuigen van een treinstel aan te geven. Formeel is een bak een rijtuig of locomotief zonder de wielen en draaistellen.
Een goederenwagen of wagen is uitsluitend bedoeld voor het vervoer van goederen.
Een wagon is een synoniem van wagen. Het woord is een leenwoord uit het Frans en betekent in die taal rijtuig. In de begintijd van de spoorwegen in Nederland had het nog de betekenis van rijtuig.

## Gebruik
Rijtuigen worden getrokken of geduwd door een locomotief, of door een motorrijtuig, een rijtuig met een eigen aandrijving. 
In Nederland worden rijtuigen gebruikt in het dubbeldeksaggloregiomaterieel. Deze treinen worden in jargon aangeduid als DD-AR. Rijtuigen worden ook gebruikt voor enkele intercity's, bijvoorbeeld tussen Den Haag en Eindhoven, en op de hogesnelheidslijn van Amsterdam naar Breda of van Amsterdam naar Brussel-Zuid. Treinen met rijtuigen rijden ook tussen Amsterdam en Duitsland.

## Locomotiefgebruik
Treinen die uit rijtuigen bestaan, hebben als nadeel dat ze moeilijk van lengte en samenstelling te veranderen zijn. Het kopmaken, het van richting veranderen van een trein, vraagt rangeerwerk of extra spoorwegmaterieel. Voor het kopmaken van een trein met rijtuigen bestaan alternatieven:

### Omlopen
De locomotief wordt losgekoppeld en rijdt via een ander spoor om naar de achterzijde van de trein en wordt daar weer aangekoppeld. Dit omrijden wordt omlopen genoemd. Het omlopen vergt een extra spoor.

### Stuurstandrijtuig
Aan de ene zijde van de trein bevindt zich een locomotief en aan de andere zijde een stuurstandrijtuig, dat is een rijtuig met een machinistencabine. Via 'stuurstroomkabels' kan de locomotief ook vanuit het stuurstandrijtuig bediend worden. Zo kan de trein in beide richtingen rijden, zonder dat de trein van samenstelling veranderd hoeft te worden. Deze treinen worden trek-duwtreinen genoemd.
Soms heeft een trein zelfs twee stuurstandrijtuigen. De locomotief is dan in het midden van de trein geplaatst. Dit komt onder andere voor in Zwitserland.

### Twee locomotieven
Soms is er aan beide zijden van de trein een locomotief geplaatst. Dat blijkt soms een goedkopere oplossing te zijn dan het bouwen van een klein aantal stuurstandrijtuigen. Als de twee locomotieven met stuurstroomkabels met elkaar zijn verbonden kunnen beide locomotieven tractie leveren. De locomotieven rijden dan in treinschakeling. De trein kan daardoor sneller optrekken en remmen.

## Geschiedenis
De bovenbouw van de oudste spoorwegrijtuigen werd van hout gemaakt, zoals gebruikelijk bij rijtuigen in de 19e eeuw. Een voorbeeld van rijtuigen uit de eerste generatie zijn de rijtuigen die door de Arend, de eerste Nederlandse trein in 1839, werden voortgetrokken. Een in 1939 gebouwde replicatrein is in het Nederlands Spoorwegmuseum te bezichtigen: een rijtuig 3e klasse no 10 "waggon", een rijtuig 2e klasse no 8 "char à bancs" en een rijtuig 1e klasse no 4 "diligence". Deze rijtuigen waren niet voorzien van een verwarming.
Naast zitrijtuigen werden er ook rijtuigen met slaapcoupés en buffet- en restauratierijtuigen gebouwd. Verder kwamen er speciale bagagerijtuigen en postrijtuigen. Aanvankelijk waren rijtuigen tweeassig. Tegen het einde van de 19e eeuw kwamen er ook drieassige rijtuigen, waardoor de asdruk kon verminderen en de rijtuigen langer konden worden, wat de capaciteit verhoogde. In de twintigste eeuw verschenen vierassige rijtuigen op draaistellen, die soepeler en comfortabeler rijgedrag en hogere snelheden mogelijk maakten.
Na de houten rijtuigen kwamen vanaf de jaren twintig de stalen rijtuigen. Deze waren steviger en gaven de reizigers bij ongevallen meer veiligheid. Aanvankelijk werden stalen rijtuigen met klinknagels gemonteerd. Een voorbeeld hiervan zijn de Blokkendoosrijtuigen uit de jaren 1924-1931. Vanaf de jaren dertig werden stalen rijtuigen gelast. Gelaste rijtuigen waren lichter en goedkoper. In Nederland werden de laatste houten rijtuigen in 1956 buiten dienst gesteld.
Veel spoorwegrijtuigen hadden bij elke coupé (elk compartiment) een buitendeur ("slam door" in het Engels), zodat men direct bij de eigen plaats in en uit kon stappen. In Nederland werden de laatste rijtuigen met een dergelijke indeling (de stalen rijtuigen serie 6400) omstreeks 1960 afgeschaft, in het Verenigd Koninkrijk pas aan het eind van de twintigste eeuw.
Na de Tweede Wereldoorlog kwamen er ook dubbeldeksrijtuigen, vooral in Frankrijk werden zij op grote schaal ingezet in het forensenverkeer. In Nederland en België werden zij in de jaren tachtig geïntroduceerd. Met het drukker wordende reizigersverkeer kon zo een grotere capaciteit worden geboden zonder de trein te hoeven verlengen. Een dubbeldeksrijtuig heeft ongeveer anderhalf keer de capaciteit van een gewoon rijtuig.
De modernste rijtuigen op de Nederlandse en Belgische spoorwegnetten zijn onderdeel van de TGV-treinstellen met speciale vering en luxueuze zitplaatsen.

## Nederlandse rijtuigen
Sinds december 2019 zijn enkel de ICR- (Intercityrijtuig) rijtuigen nog in gebruik bij NS.

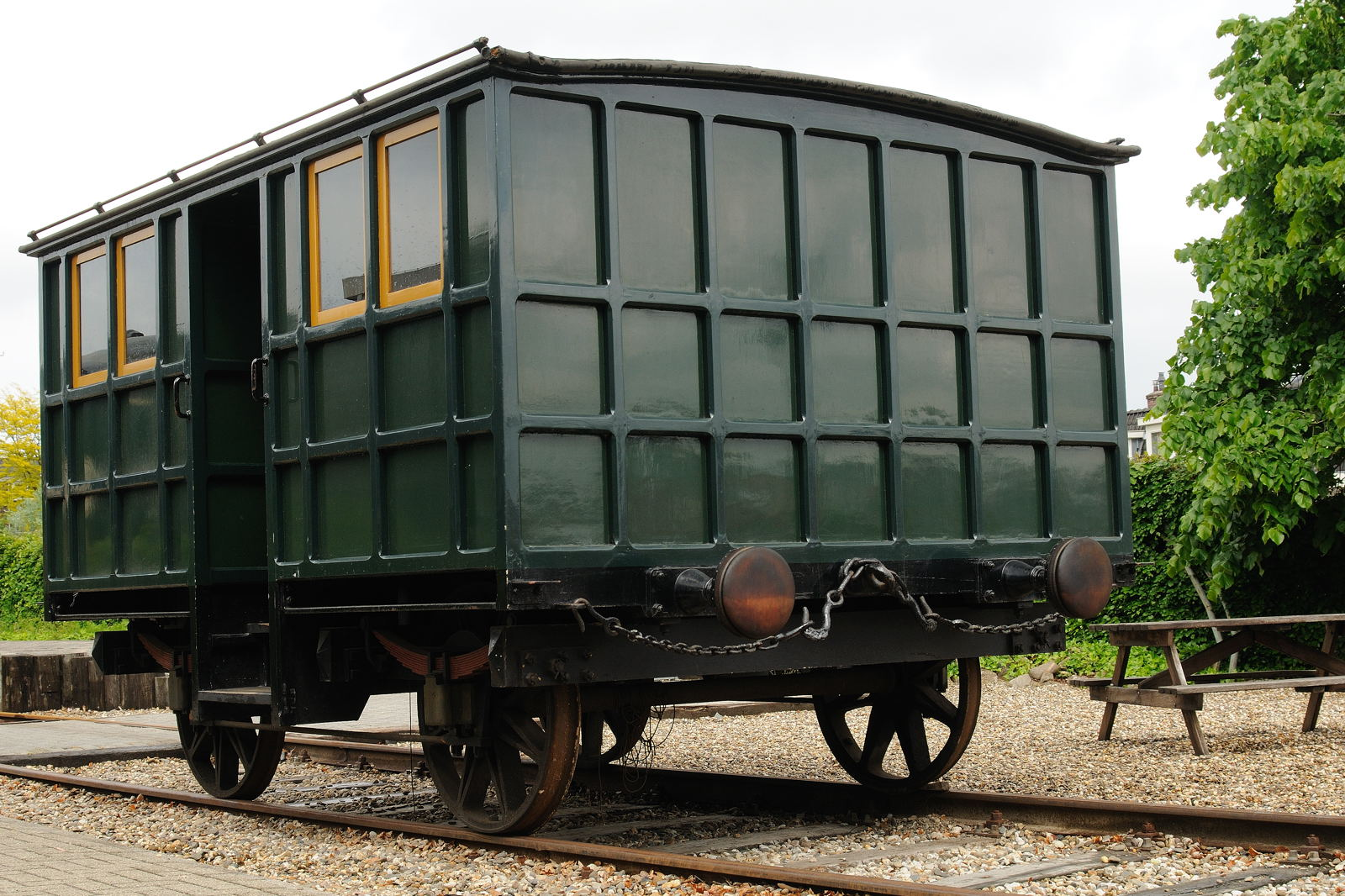
HSM Diligence-rijtuig 4 in het Nederlands Spoorwegmuseum
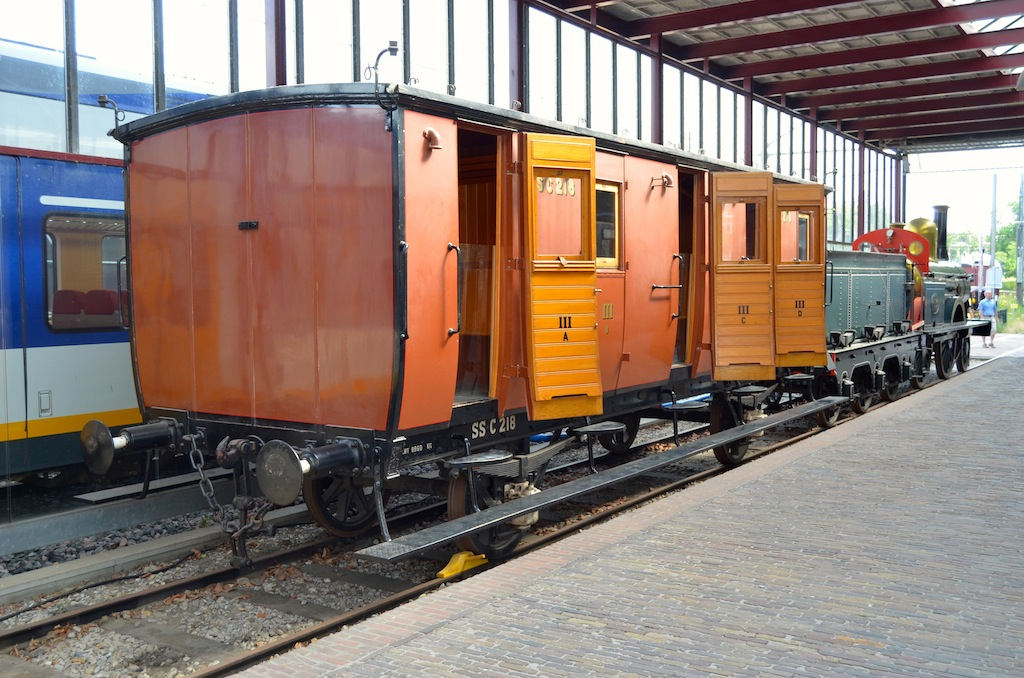
Houten rijtuig SS 218 in het Nederlands Spoorwegmuseum
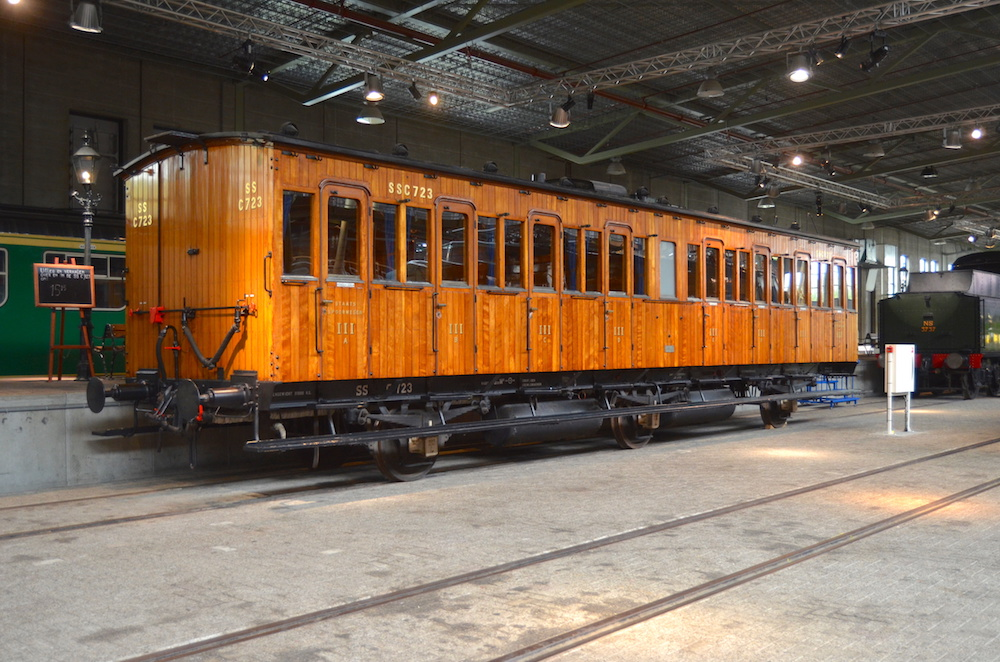
Houten rijtuig SS C 723 in het Nederlands Spoorwegmuseum
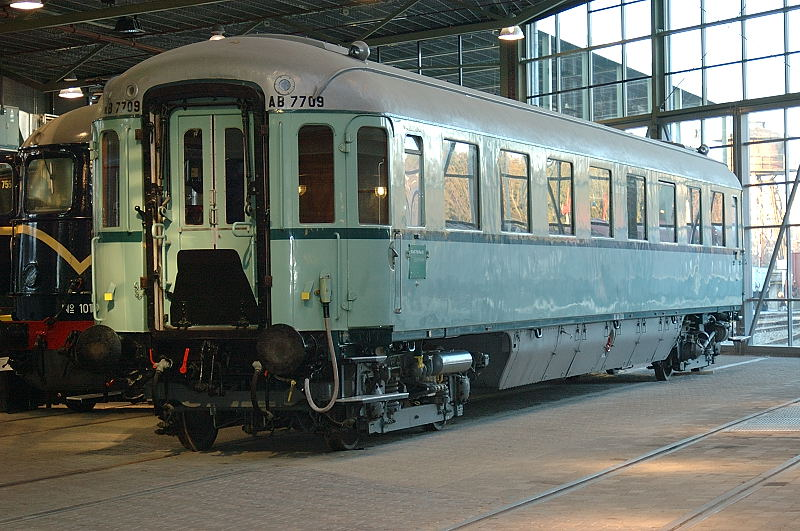
Stalen Plan D-rijtuig AB 7709 van de NS in het Nederlands Spoorwegmuseum
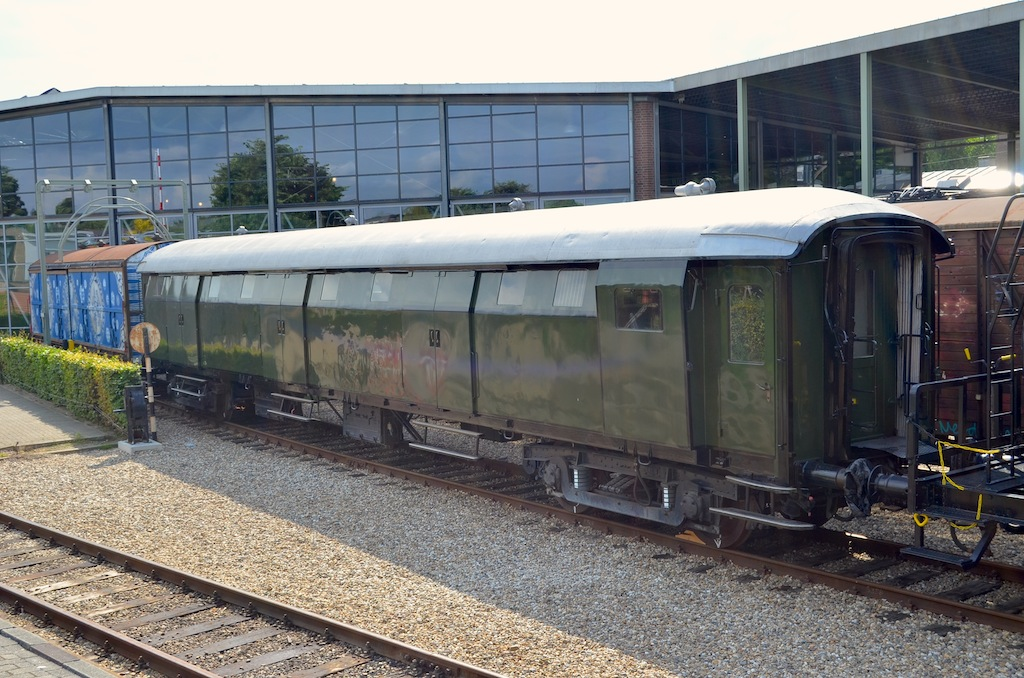
Bagagerijtuig ex NS
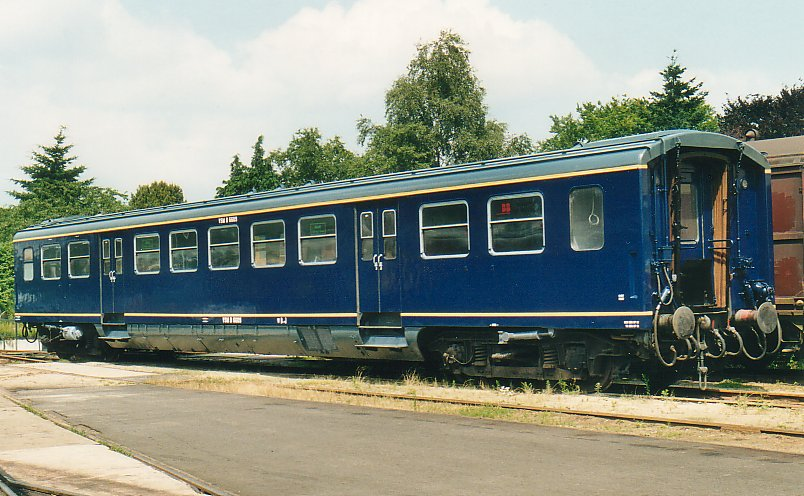
Stalen Plan E-rijtuig B 6609 ex NS
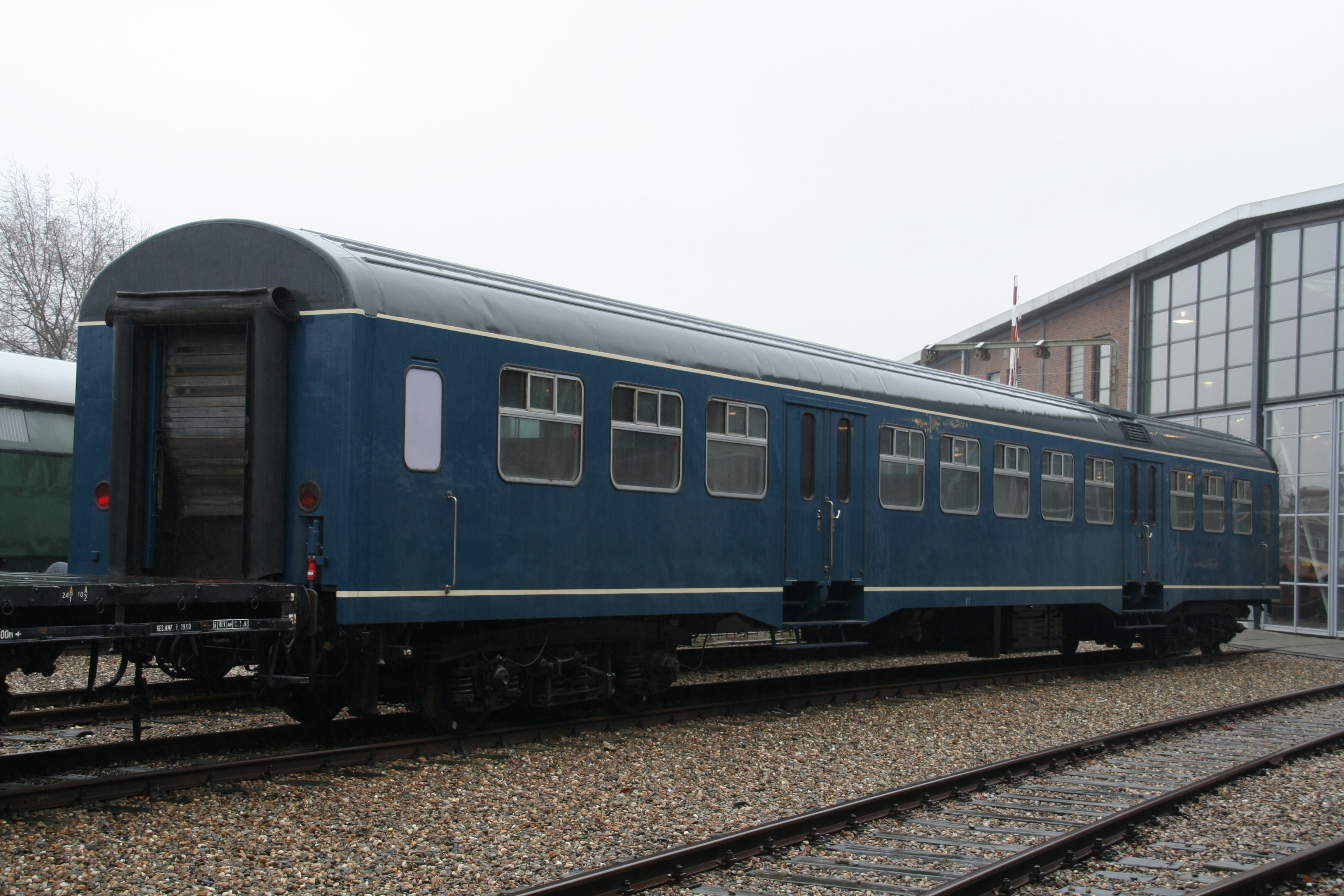
Plan W-rijtuig ex NS
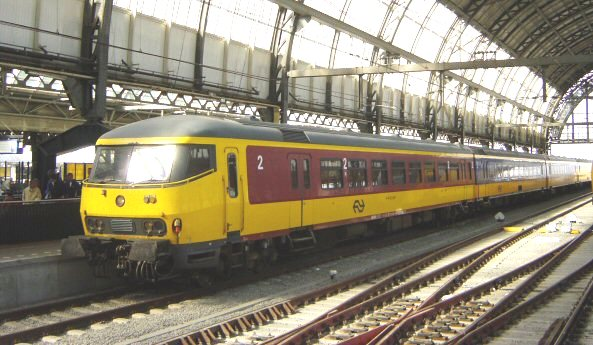
Benelux-stuurstandrijtuig
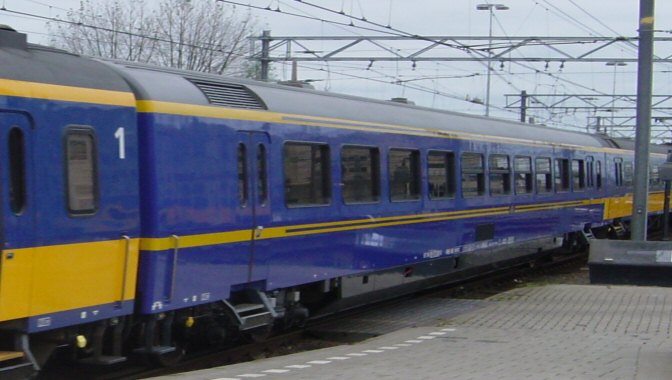
Koninklijk rijtuig
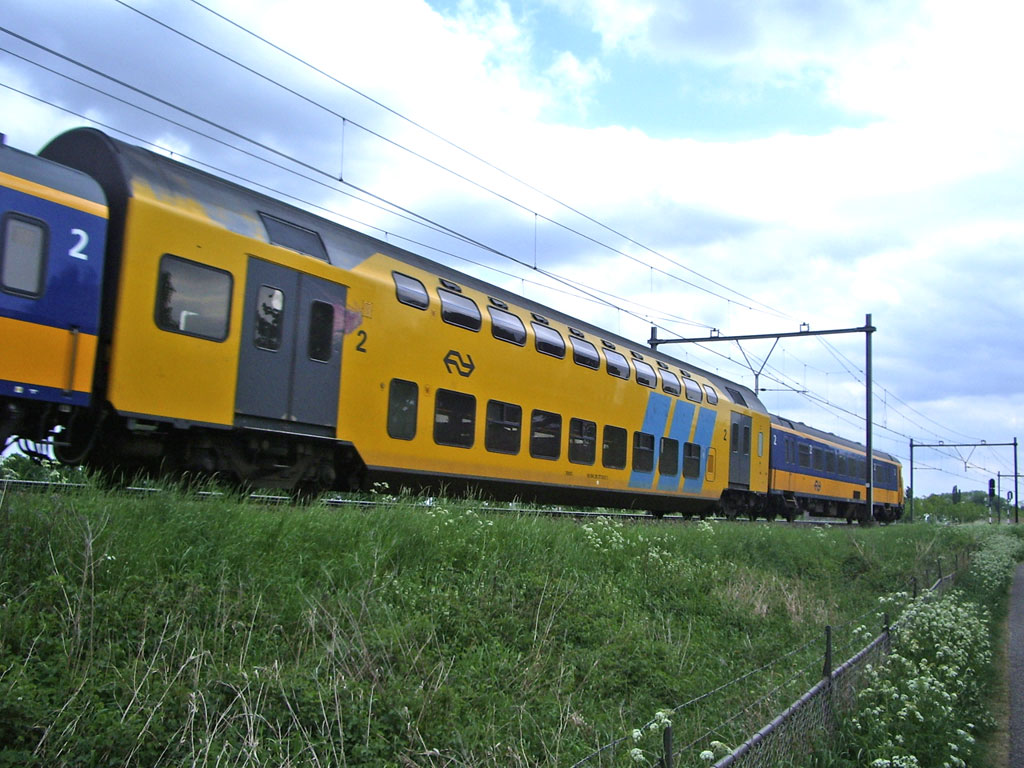
Dubbeldeks (DDM-rijtuig in een intercitytrein
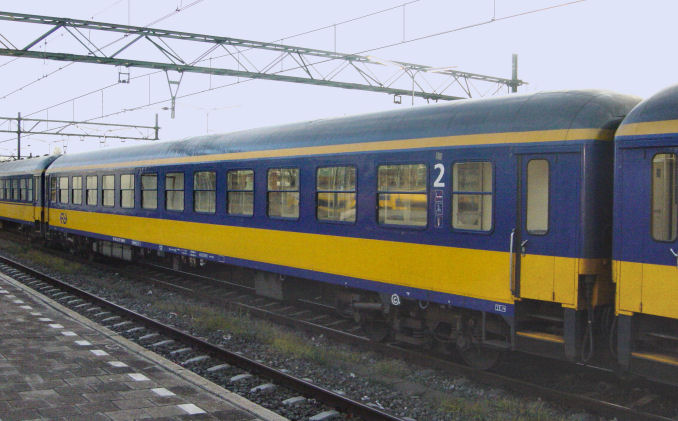
ICK-rijtuig van de NS (ex-Deutsche Bundesbahn)
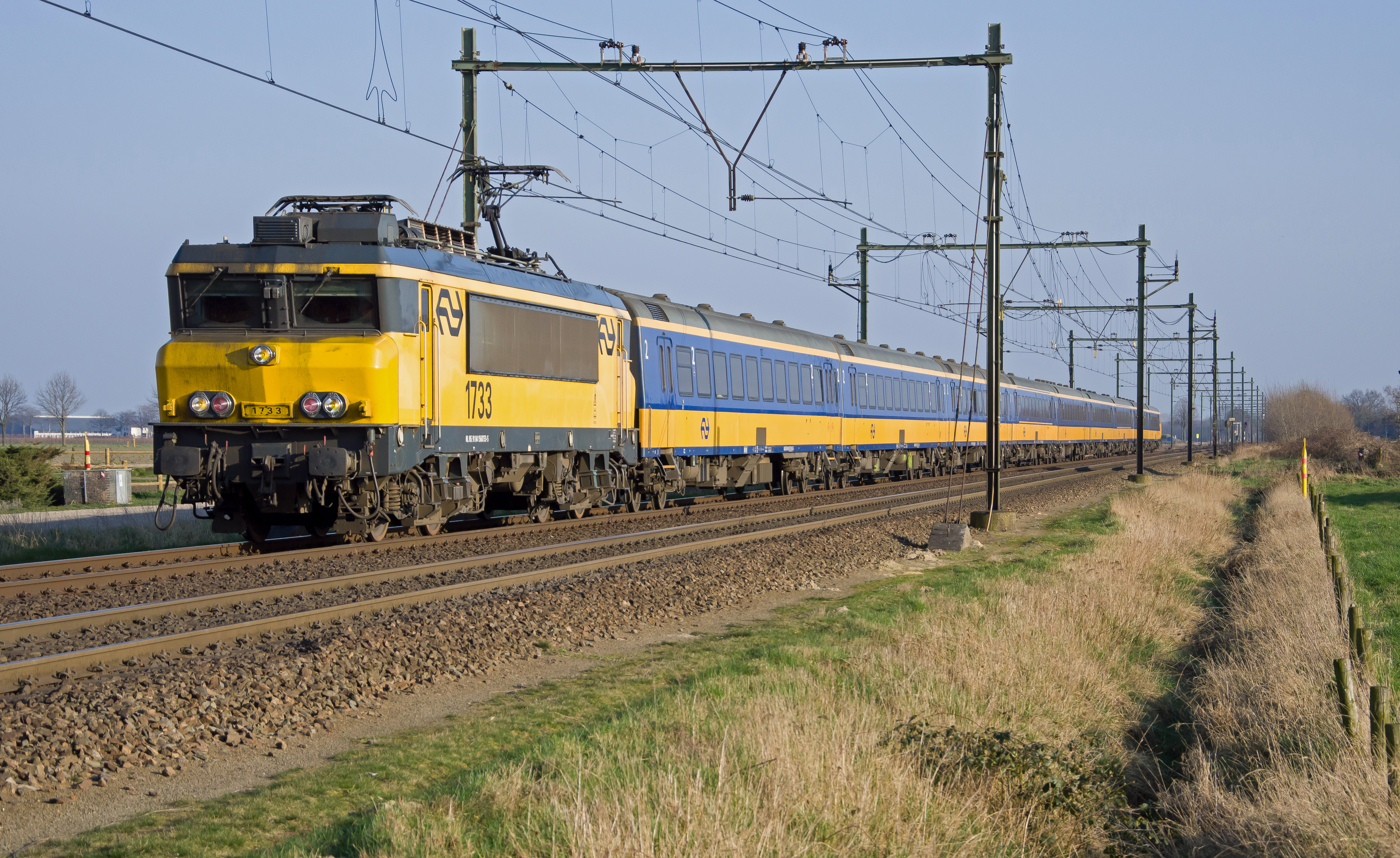
Intercitytrein met ICR-rijtuigen

## Belgische rijtuigen
De volgende rijtuigen zijn in gebruik:
- M4 (meestal in trek-duwdienst, vooral ingezet voor IR-treinen en P-treinen)
- M5 (dubbeldeksrijtuig, meestal in trek-duwdienst, wordt vooral ingezet voor P-treinen)
- M6 (dubbeldeksrijtuig)
- M7 (dubbeldeksrijtuig)
- I6 (rijtuig met compartimenten, meestal te zien tussen Liers-Luxemburg/bij Benelux-treindiensten)
- I10 (wordt vooral ingezet voor P-treinen, ook te zien op de verbinding Liers-Luxemburg/bij Benelux-treindiensten)
- I11 (meestal in trek-duwdienst)
- SR-3 speciaal bar-discorijtuig

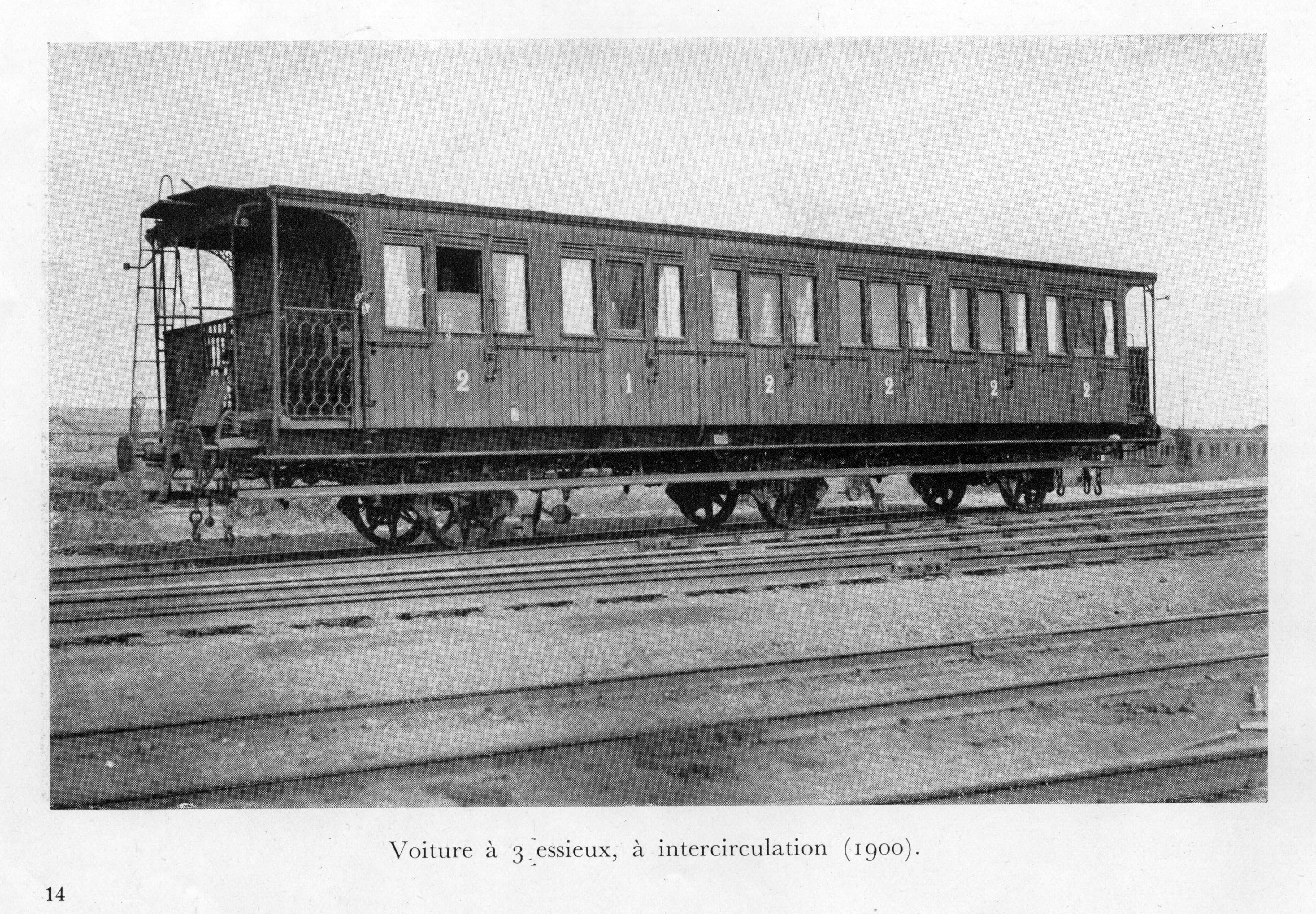
Drieassig houten GCI-rijtuig met een deur voor elk compartiment
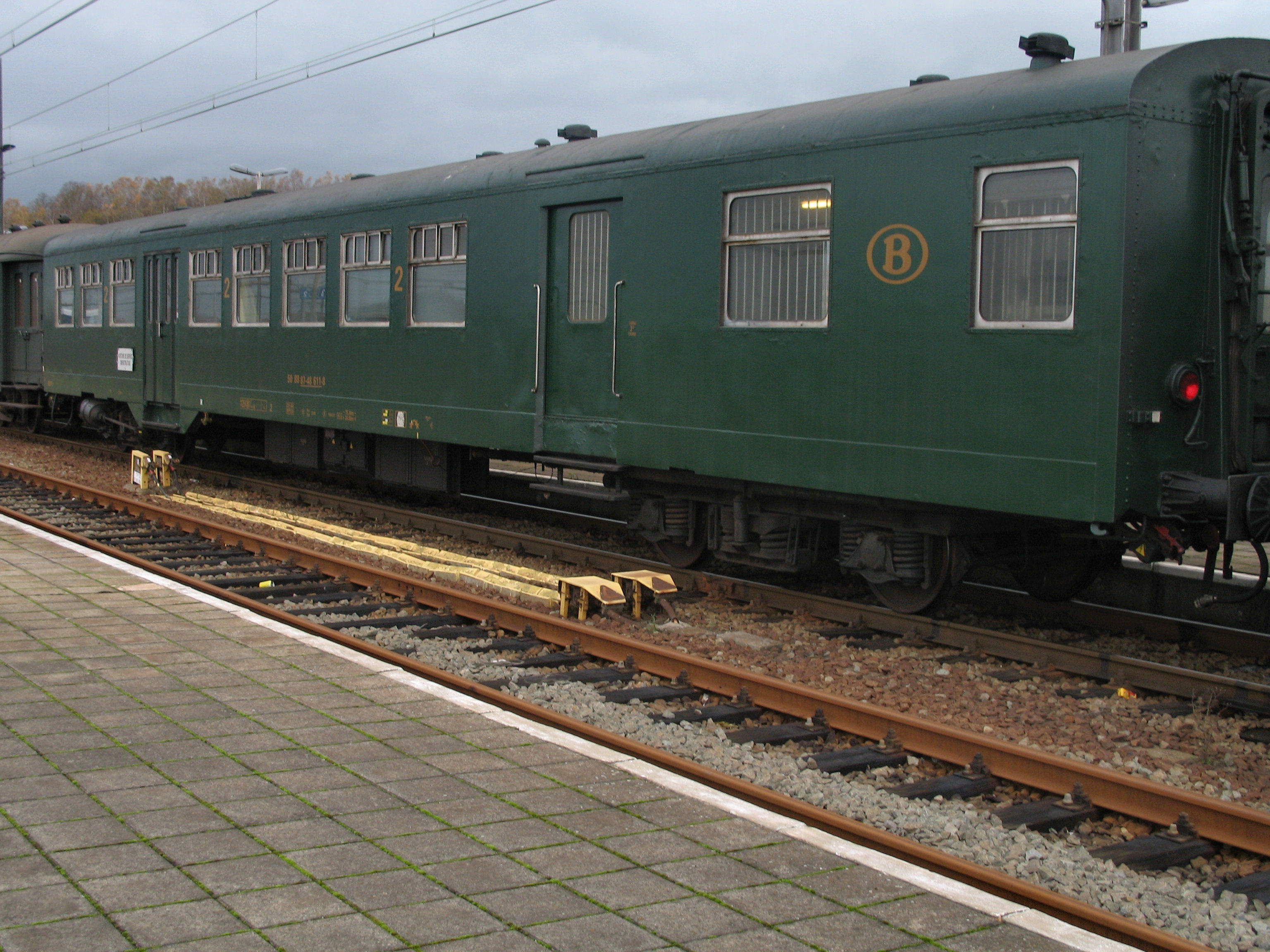
Bewaard NMBS-M2 2e klasse/bagagerijtuig in originele groene kleuren
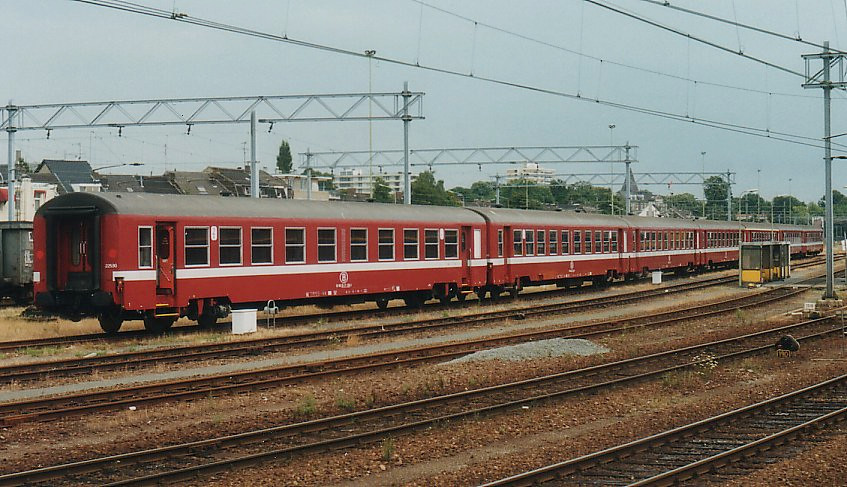
K4-rijtuigen
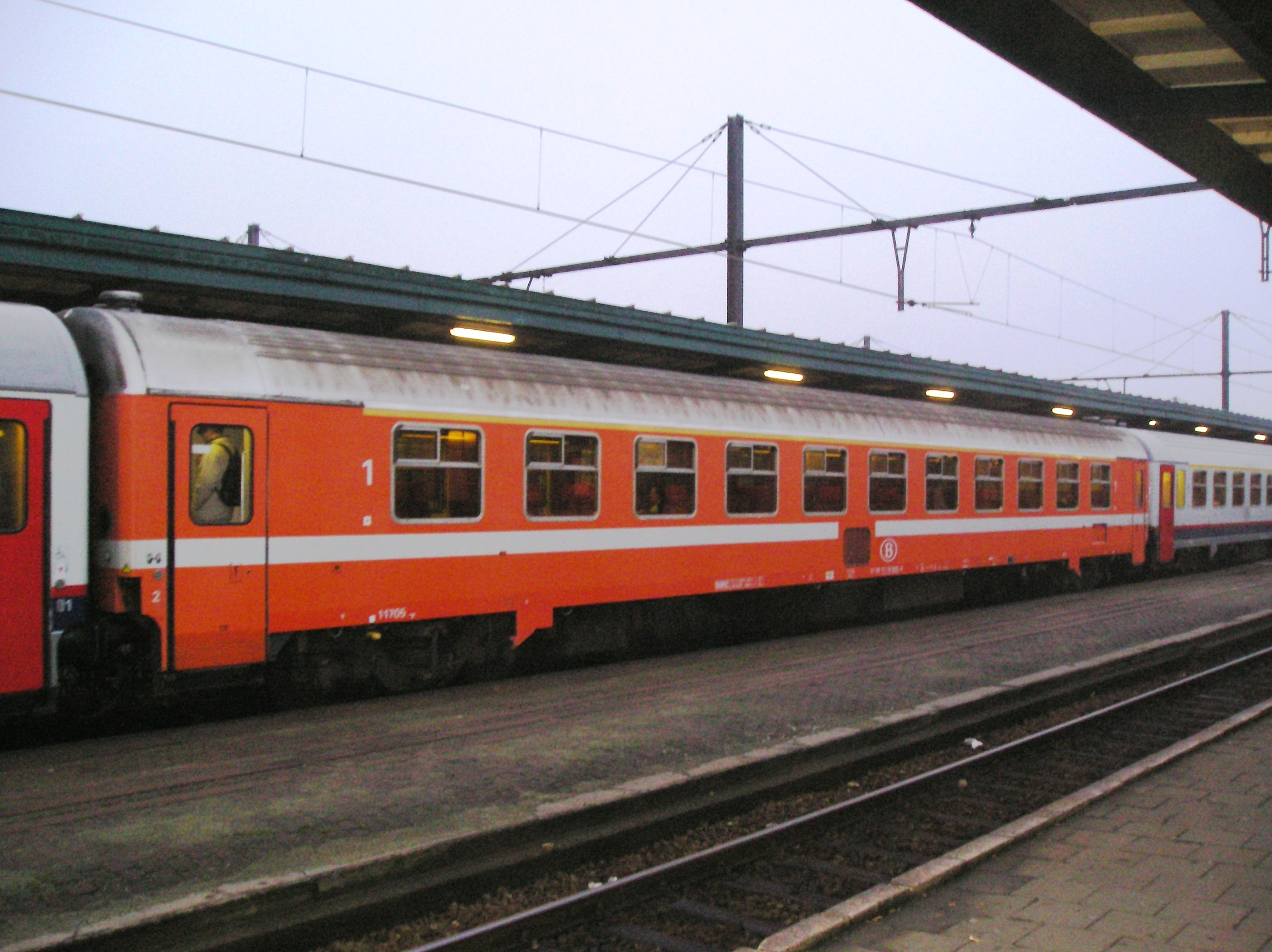
I10-rijtuig
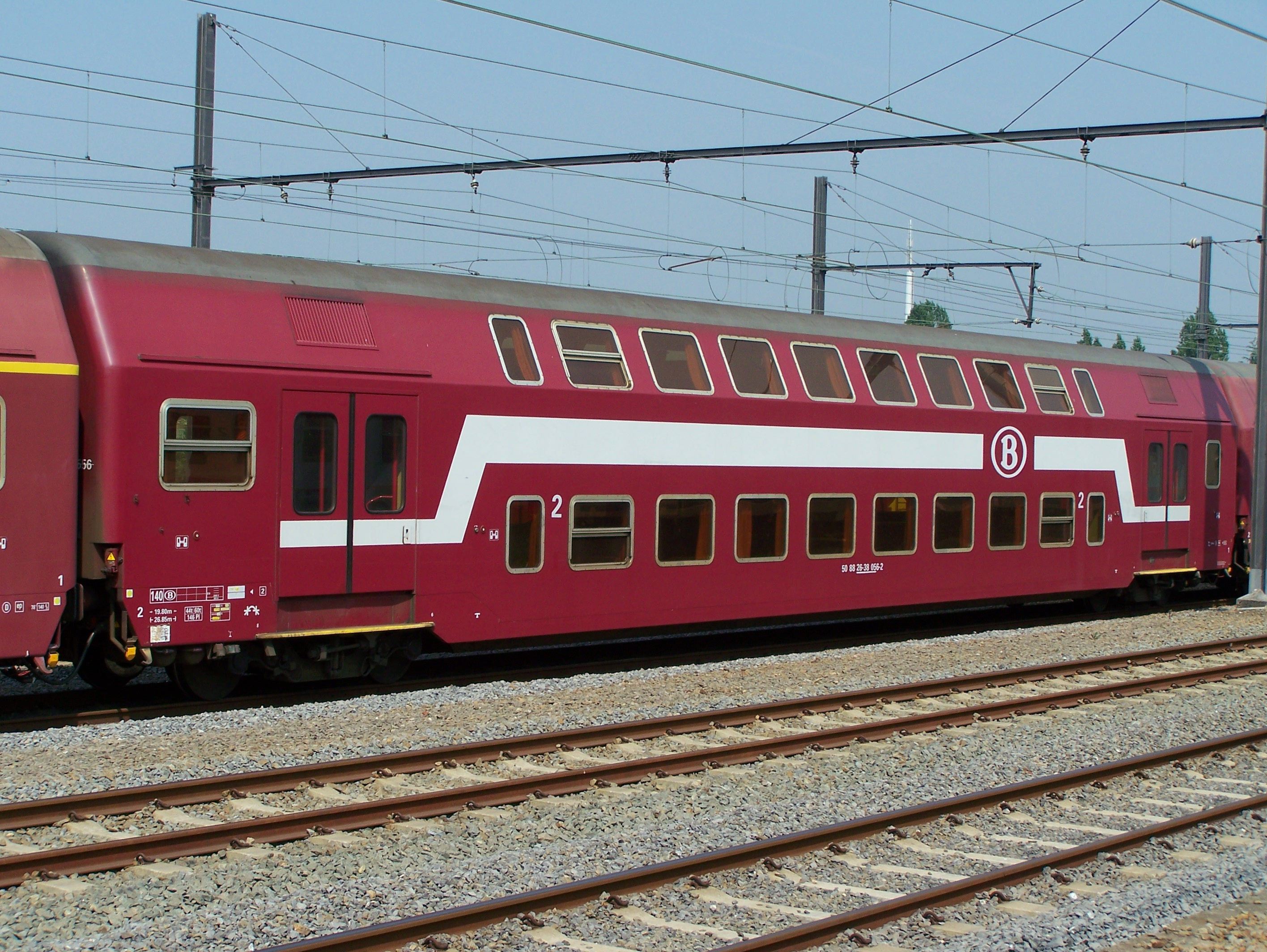
Een NMBS-M5-dubbeldeksrijtuig, (2e klasse)
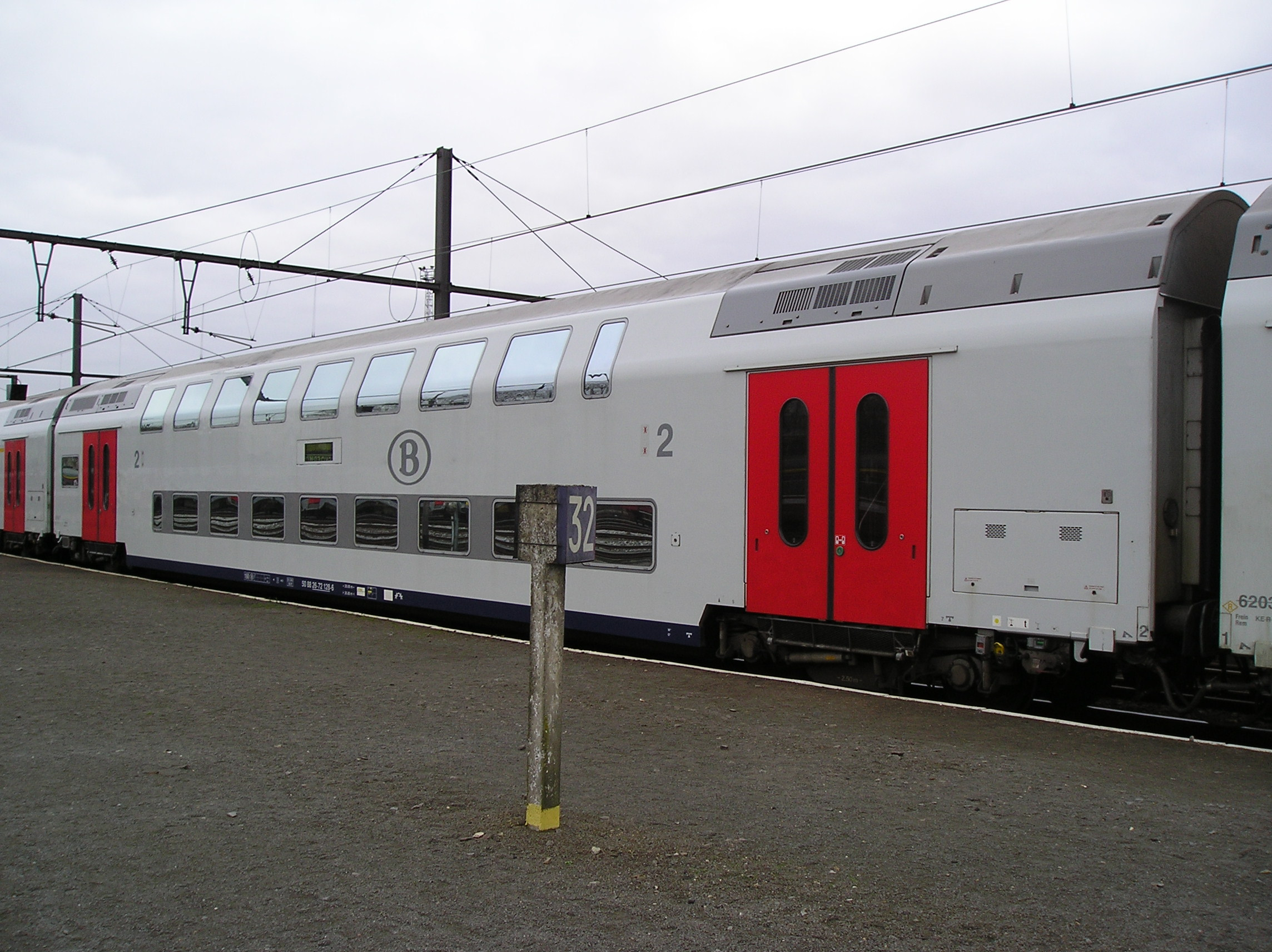
Een NMBS M6-dubbeldeksrijtuig, (2e klasse)
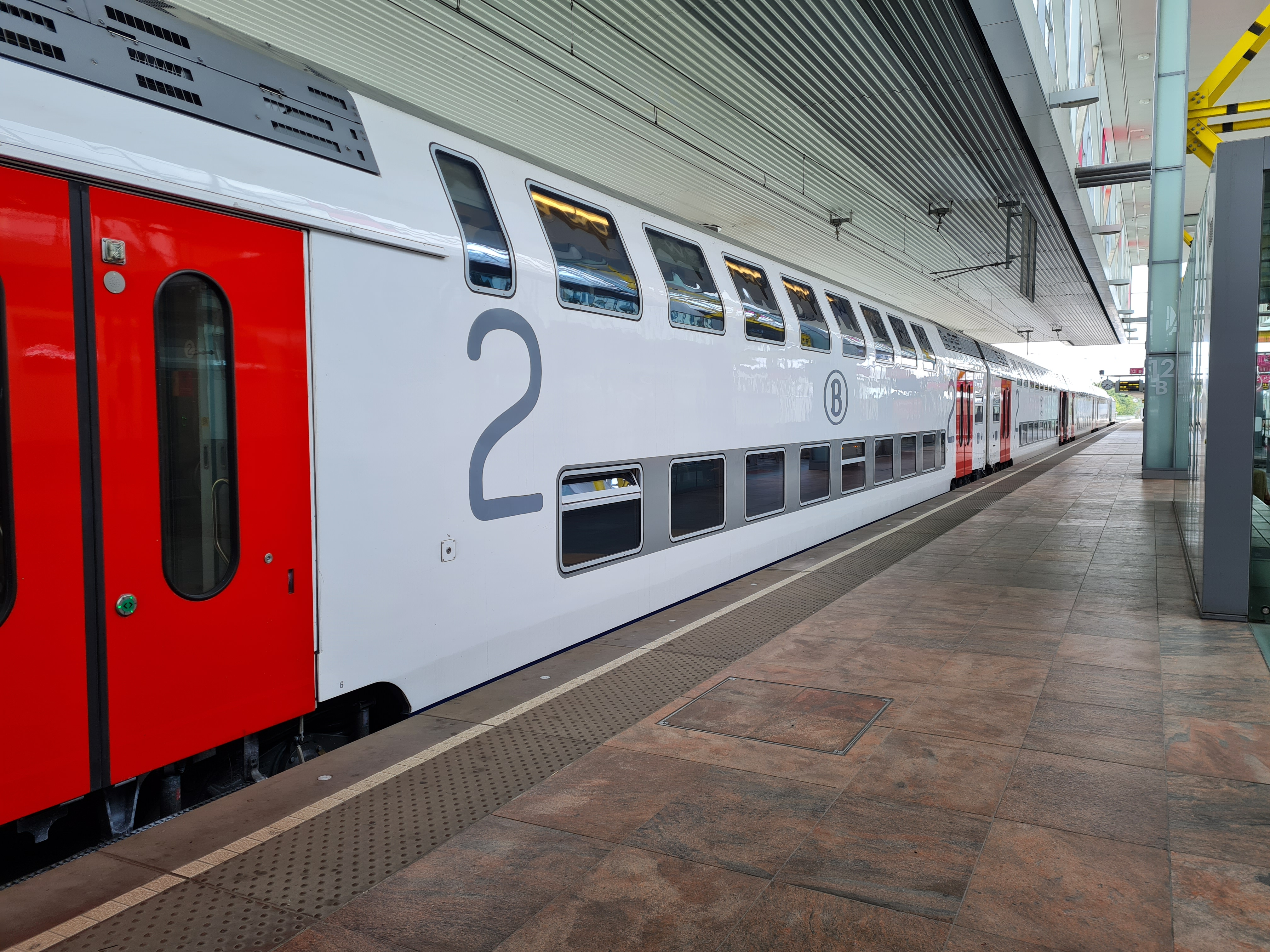
Een NMBS M7-dubbeldeksrijtuig, (2e klasse)